# Кістки (3 сезон)
Третій сезон американського детективного телесеріалу «Кістки» про роботу судових антропологів та ФБР з Емілі Дешанель і Девідом Бореаназом в головних ролях. Прем'єра третього сезону відбулася 25 вересня 2007 року і завершилася 19 травня 2008 року на телеканалі «Фокс». У 2007 році шоу повернулося до свого початкового часового інтервалу, та виходило по вівторках о 20:00 за східним часом, у 2008 році по понеділках о 20:00 за східним часом у 2008 році. Хоча було виготовлено повний список з 20 епізодів, написання 4 сезону було під загрозою через страйк Американської гільдії сценаристів, і мережа змінила графік трансляції для компенсації. Один епізод з другого виробничого сезону, «Гравець під тиском», був перенесений у третій сезон трансляції, а шість епізодів з третього виробничого сезону були перенесені до четвертого сезону трансляцій. Через цю перестановку шоу отримало тривалу перерву після серії «Санта в тині» яка вийшла в ефір 27 листопада 2007 року, серіал повернувся 14 квітня 2008 року. Середня аудиторія сезону 8,9 мільйонів глядачів.

## В ролях
Джон Френсіс Дейлі приєднався до акторського складу цього сезону, спочатку з'явившись як запрошена зірка в трьох епізодах, а потім був підвищений до регулярного серіалу і з'явився у титрах, що починаються з 9 епізоду.
Докладніше: Список персонажів телесеріалу «Кістки»

### Основний склад
- Емілі Дешанель — доктор Темперанс «Кістки» Бреннан
- Девід Бореаназ — спеціальний агент Сілі Бут
- Мікаела Конлін — Енджела Монтенегро
- Ерік Міллеган — доктор Зак Едді
- Ті Джей Тайн — доктор Джек Ходжінс
- Тамара Тейлор — доктор Кемілла «Кем» Сароян
- Джон Френсіс Делі — доктор Ланс Світс

### Другорядний склад
- Патриція Белчер — Керолайн Джуліан
- Нейтан Дін — спеціальний агент Чарлі Бернс
- Девід Грінман — Маркус Гайер
- Раян О'Ніл — Макс Кінан
- Лорен Дін — Рас Бреннан
- Тай Паніц — Паркер Бут
- Юджин Берд — доктор Кларк Едісон

## Епізоди
| № серії (загалом) | № серії (в сезоні) | Назва серії                                                     | Режисер(и)         | Сценарист(и)                        | Оригінальна дата показу | Код серії | Глядачів |
| --- | ------------------ | --------------------------------------------------------------- | ------------------ | ----------------------------------- | ----------------------- | --------- | -------- |
| 44 | 1                  | «The Widow's Son in the Windshield» «Син удови у лобовому склі» | Ян Тойнтон         | Гарт Генсон                         | 25 вересня 2007 року    | 3AKY01    | 8.40     |
| Команда розслідує справу про череп, що розбиває лобове скло автомобіля групи підлітків. Череп належить скрипалю, який зник після концерту і, можливо, став жертвою канібалізму, що призвело їх до старого сховища банку, наповненого окультними речами. Поки Зака немає, Бреннан шукає нового помічника. Анжела та Ходжінс наймають приватного слідчого для розшуку колишнього чоловіка Анжели, якого ототожнюють з прізвиськом «Берімбау» (неправильно визначено як ім'я бразильської флейти). Справа не закінчується в кінці епізоду, але починається повторювана думка історії Гормогона.                                                                       |                    |                                                                 |                    |                                     |                         |           |          |
| 45 | 2                  | «Soccer Mom in the Mini-Van» «Мама футболистки в мінівені»      | Аллан Крокер       | Елізабет Бенджамін                  | 2 жовтня 2007 року      | 3AKY02    | 7,98     |
| На автостоянці вибухає мікроавтобус, вбиваючи жінку. Зібравши разом її останки, Бут і команда розуміють, що вона відома втікачці ФБР майже тридцять років. Виявляється, що жінка була членом Національно-визвольної армії, ліворадикальної групи, яка вважалася винною у кількох злочинах, у 1970-х роках. Справу знову відкривають, оскільки Бут опиняється в незручному становищі, коли зіткнулися його колишній наставник, який був агентом, який вів цю справу, і адвокат Керолайн Джуліан. Тим часом Бреннан відвідує свого батька, який сидить у в'язниці після того, як Бут заарештував його.                                                               |                    |                                                                 |                    |                                     |                         |           |          |
| 46 | 3                  | «Death in the Saddle» «Смерть в сідлі»                          | Крейг Росс мол.    | Джош Берман                         | 9 жовтня 2007 року      | 3AKY03    | 8,48     |
| Після того, як у лісі знайдено розкладене тіло чоловіка, у якого були вилучені ноги та зв'язані руки, групу викликають для розслідування. Виявилося, що чоловік залишився на канікулах з поні та був убитий ножем для копит. Його дружина виявила його на відступі з іншою жінкою безпосередньо перед його смертю, і обидві стають підозрюваними у справі, а також колишнім чоловіком коханця. Тим часом Анжела намагається потрапити під гіпноз, щоб дізнатися ім'я свого чоловіка на прізвисько Бірамбау, щоб розлучитися з ним, щоб вийти заміж за Ходжінса. Хоча спочатку гіпноз зазнав невдачі, в кінцевому підсумку вона привела її до імені Грейсон Бараса. |                    |                                                                 |                    |                                     |                         |           |          |
| 47 | 4                  | «The Secret in the Soil» «Таємниця у ґрунті»                    | Стівен ДеПол       | Карін Розенталь                     | 23 жовтня 2007 року     | 3AKY04    | 8,94     |
| Бут і Бреннан покликані дослідити розкладене тіло, знайдене на території органічного компостування. Тіло, що належить засновнику мережі супермаркетів органічного походження, було зазначено через його надзвичайно високу температуру, яке було спалено. Команда виявляє подвійне вбивство, коли знаходять м'ясо з іншого тіла, яке, як виявляється, належало дочці першої жертви. Тим часом ФБР змушує Бута та Бреннана пройти психіатричну консультацію разом з доктором Ленсом Світсом. |                    |                                                                 |                    |                                     |                         |           |          |
| 48 | 5                  | «Mummy in the Maze» «Мумія в лабіринті»                         | Маріта Грабяк      | Скотт Віл'ямс                       | 30 жовтня 2007 року     | 3AKY05    | 8,85     |
| ФБР покликане провести розслідування після того, як муміфіковані останки дівчинки-підлітка знайдені у лабіринті на тему Хеллоуїна. Бреннан та її команда встановлюють, що дівчина померла близько року тому. Інші муміфіковані останки дівчинки-підлітка знайдені в парку розваг на Хеллоуїн, який, як вони визначають, був убитий приблизно два роки тому. Коли команда дізнається, що пропала третя дівчинка-підліток, вони розуміють, що у них є час до свята Хелловін, щоб її врятувати. |                    |                                                                 |                    |                                     |                         |           |          |
| 49 | 6                  | «Intern in the Incinerator» «Стажер на сміттєспалювачі»         | Джефф Вулноф       | Крістофер Емброуз                   | 6 листопада 2007 року   | 3AKY06    | 9,52     |
| Співробітники Джефферсонівського інституту стають підозрюваними у вбивстві, коли в сміттєспалювальній будівлі знаходять останки стажера Джефферсоніана. Бут, Бреннан та їхня команда розпочали розслідування її смерті та виявили, що вона працювала над автентифікацією предметів з банківського сховища справи Гормогон, яке досі відкрито. Вони набувають додаткових мотивів її смерті, коли дізнаються, що вона була в романтичних стосунках з одруженим співробітником Джефферсоніана. Тим часом Бут видає себе за хлопця Кама і супроводжує її на сімейну зустріч.                                                                                           |                    |                                                                 |                    |                                     |                         |           |          |
| 50 | 7                  | «The Boy in the Time Capsule» «Хлопець в капсулі часу»          | Чад Лоу            | Джанет Лін                          | 13 листопада 2007 року  | 3AKY07    | 9.12     |
| Тіло хлопчика-підлітка знайдено його колишніми однокласниками в середній школі, сховане всередині капсули часу, яка була похована 20 років тому. Коли команда досліджує клас 1987 року, щоб знайти вбивцю хлопчика, вони знаходять диск серед його речей, що містить гру, яка була б знаковою назвою в 1987 році, якби вийшла. Вони також виявляють, що він був батьком сина однокласника. Команда відновлює свої спогади про середню школу, коли вони перебирають докази. Бреннан і Бут отримують деякі психологічні поради вбивці від свого терапевта, доктора Світса.                                                                                           |                    |                                                                 |                    |                                     |                         |           |          |
| 51 | 8                  | «The Knight on the Grid» «Лицар в сітці»                        | Дуайт Літтл        | Ноа Хоулі                           | 20 листопада 2007 року  | 3AKY08    | 8,70     |
| Розслідування Бута та Бреннан щодо смерті священика повертає їх до справи про серійного вбивцю Гормогона, коли було виявлено, що священикові наколінники були видалені хірургічним шляхом. Вони розуміють, що вбивця має зразок вибору жертв після того, як Анжела знайде дерево жертв у сховищі доказів. Команда намагається передбачити, хто буде наступною жертвою, а доктор Світс надає психологічну інформацію про вбивцю Бреннана та Бута. Тим часом знову з'являється брат Бреннана. |                    |                                                                 |                    |                                     |                         |           |          |
| 52 | 9                  | «The Santa in the Slush» «Санта-Клаус в бруді»                  | Джефф Вулноф       | Елізабет Бенджамін та Скотт Віл'ямс | 27 листопада 2007 року  | 3AKY09    | 9,62     |
| За три дні до Різдва Бута, Бреннан та їхню команду відправляють розслідувати смерть самозванця Діда Мороза після того, як його тіло було виявлено у каналізації біля торгового центру. Команда виявляє, що офіційне ім'я чоловіка — Крістофер Крінгл, і його високо цінували у професії, коли він працював у місцевому бізнесі «Rent-A-Santa». Тим часом Бреннан і Бут опиняються під омелою, і Бреннан вирішує провести Різдво з батьком, братом та його родиною. |                    |                                                                 |                    |                                     |                         |           |          |
| 53 | 10                 | «The Man in the Mud» «Чоловік в грязюці»                        | Скотт Лотанен      | Джанет Тамаро                       | 14 квітня 2008 року     | 3AKY10    | 8,54     |
| Тіло виявлено на природних гарячих джерелах у садибі у джерелі, заповненому брудом. Бут і Бреннан їдуть досліджувати місце події і виявляють, що тіло — Тріпп Годдард, мотогонщик, який був убитий близько двох тижнів тому після перегонів. Також представлена дівчина Світса. |                    |                                                                 |                    |                                     |                         |           |          |
| 54 | 11                 | «Player Under Pressure» «Гравець під тиском»                    | Джессіка Лендо     | Джанет Тамаро                       | 21 квітня 2008 року     | 3AKY11    | 8,64     |
| Усі члени команди працюють над ідентифікацією кісток спортсмена з коледжу, який переніс багато переломів. Після ідентифікації тіла вони розмовляють з його сестрою та кимось, хто виступав як свого роду порадник покійного. |                    |                                                                 |                    |                                     |                         |           |          |
| 55 | 12                 | «The Baby in the Bough» «Дитина у вітті»                        | Ян Тойнтон         | Карін Розенталь                     | 28 квітня 2008 року     | 3AKY12    | 9,68     |
| Автомобіль жінки збіг з дороги, і вона загинула, але її дитина дивом вижила в аварії. Бут і Бреннан їдуть до рідного міста жінки, щоб спробувати з'ясувати, хто відповідає за збіг її автомобіля з дороги. Кості за допомогою Бута піклуються про дитину, поки команда не дізнається, хто вбив матір. |                    |                                                                 |                    |                                     |                         |           |          |
| 56 | 13                 | «The Verdict in the Story» «Присуд у справі»                    | Жано Шварц         | Крістофер Емброуз                   | 5 травня 2008 року      | 3AKY13    | 8,13     |
| Батька Бреннан Макса Кінана судять за нібито вбивство заступника директора ФБР Кірбі. Усі в команді, крім Бреннан, викликаються як свідки обвинувачення під час судового розгляду. З іншого боку, Бреннан є радником з криміналістики з питань захисту, і вона повинна покладатися як на свою відданість родині, так і на вміння антрополога, щоб допомогти звільнити свого батька. |                    |                                                                 |                    |                                     |                         |           |          |
| 57 | 14                 | «The Wannabe in the Weeds» «Співак в бур'янах»                  | Гордон К. Лонсдейл | Джош Берман                         | 12 травня 2008 року     | 3AKY14    | 9,42     |
| Коли починаючого співака Томмі Сідра (Ейс Янг) знаходять мертвим, розслідування веде до Відкритої вечірки мікрофонів у ресторані Checker Box. Бреннан показує, що вона більш схильна до музики, ніж здається, і Бута розстрілюють, його доля невідома. |                    |                                                                 |                    |                                     |                         |           |          |
| 58 | 15                 | «The Pain in the Heart» «Біль у серці»                          | Аллан Крокер       | Гарт Генсон та Стефан Нейтан        | 19 травня 2008 року     | 3AKY15    | 10.15    |
| Після «похорону» Бута (який насправді був прихованою операцією, оскільки Бут був дуже живий), людська щелепна кістка з'являється в Джефферсоніані, Бреннан і команда швидко розуміють, що серійний вбивця Гормогон знову завдав удару. У шокуючому повороті подій, вибух у лабораторії травмує Зака та Ходжінса, Кем виявляє, що срібний скелет Гормогона відсутній у підвалі. Команда усвідомлює, що це «внутрішня робота», і кожен співробітник Джефферсоніана, а також Бут і Світс стають підозрюваними. |                    |                                                                 |                    |                                     |                         |           |          |